# Hydroeciodes pericopis
Hydroeciodes pericopis är en fjärilsart som beskrevs av Dyar 1927. Hydroeciodes pericopis ingår i släktet Hydroeciodes och familjen nattflyn. Inga underarter finns listade i Catalogue of Life.